# Rafael Landestoy
Rafael Silvaido Landestoy Santana (nacido el 28 de mayo de 1953 en Baní) es un ex infielder dominicano que jugó en las Grandes Ligas de Béisbol durante ocho años militando para los Astros de Houston, Rojos de Cincinnati, y Los Ángeles Dodgers. Desempeñándose más que nada como segunda base y utilizado varias veces como bateador emergente, Landestoy terminó con un récord en las mayores de 291 hits, promedio de bateo de .237, cuatro jonrones.
Fue el primer beisbolista dominicano firmado por los Dodgers de Los Angeles. El 10 de octubre de 1984 fue puesto en la agencia libre por los Dodgers.

## Liga Dominicana
Landestoy jugó en la Liga Dominicana para los equipos Tigres del Licey (1973-1985), Caimanes del Sur y Leones del Escogido. Es el actual líder del Licey en robo de bases con 121, y tercero en turnos al bate con 2,197 después de Teodoro Martínez y César Gerónimo.
Se encuentra en el décimo lugar en juegos jugados en la Liga Dominicana con 610 y en noveno lugar en veces al bate con 2,197. Posee el sexto lugar en carreras anotadas con 319 y quinto en base por bolas con 234.
Fue también quien disparó el primer hit en el Estadio Francisco Michelli en La Romana, República Dominicana
Landestoy fue mánager del Licey desde 2005 hasta 2007, llevando el equipo a la victoria en la temporada 2005-06.
El 1 de julio de 2011, fue contratado nuevamente como mánager de los Tigres del Licey para la temporada 2011-2012. El 3 de enero de 2012, Landestoy fue despedido por el equipo y reemplazado por el ex indielder Nelson Norman.